# Ladislao I Kán
Ladislao (I) Kán (in ungherese Kán nembeli (I.) László; ... – dopo il 1247) fu un influente nobile ungherese che rivestì, tra le varie, la carica di palatino d'Ungheria dal 1242 al 1245 sotto i re Andrea II e Béla IV.

## Biografia

### Origini
Ladislao discendeva dalla prestigiosa famiglia nobiliare dei Kán ed era il figlio di Giulio I, uno degli aristocratici più vicini al re Andrea II d'Ungheria, e di Elena, una nobildonna le cui origini risultano ignote. Aveva un fratello di nome Giulio II, che servì come mastro coppiere dal 1222 al 1228. Ladislao I ebbe tre figli da una donna sconosciuta: Ladislao II, il quale svolse la funzione di giudice reale per due volte nel 1273, Giulio III, che fu un forte alleato del fratello maggiore, e il prelato Nicola Kán, arcivescovo di Strigonio, in vari momenti tra il 1270 e il 1280. Ebbe anche una figlia dal nome ignoto che sposò Alessandro, figlio di Demetrio Aba, e da cui discese la famiglia nobiliare dei Nekcsei. Ladislao I fu inoltre il nonno dello storicamente famigerato oligarca Ladislao III Kán, il quale governò la Transilvania de facto in maniera indipendente a cavallo tra il XIII e il XIV secolo.

## Incarichi politici
Suo padre stava ricoprendo cariche di grande rilevanza quando Ladislao iniziò a ricoprire dei ruoli politici. Fu menzionato per la prima volta come mastro cavaliere (in latino maresc[h]alcus) nel 1217, mentre Giulio I servì come palatino d'Ungheria presso la corte reale di Andrea II fino al 1221. Ladislao fu il primo detentore della carica appena menzionata di cui si ha conoscenza, poiché nessuno scritto riferisce informazioni relative a quel ruolo nel XII secolo. Dal 1220 al 1221, ricoprì anche la carica di capo del comitato di Pozsega. Nel frattempo, Ladislao partecipò alla quinta crociata tra il 1217 e il 1218, quando seguì il suo re in Terra Santa insieme a molti altri aristocratici. Durante tale periodo, suo padre Giulio I, palatino, e Giovanni, arcivescovo di Strigonio, amministrarono il regno magiaro. Tornato in patria, Ladislao fu nominato ispán del comitato di Vas nel 1223.
Nel 1224, fu nominato una prima volta giudice reale, nello stesso periodo in cui suo padre tornò a fungere da palatino; insieme, i due ricoprirono le cariche secolari maggiormente prestigiose nella corte reale. Ladislao continuò ad agire in veste di giudice reale fino al 1230, oltre a essere ispán dei comitati di Békés (1224), Nitra (1224-1225) e Bács (1226-1230). Dal 1232 al 1234 amministrò invece il comitato di Moson, nell'estremo nord-ovest del regno. L'anziano Andrea II lo nominò giudice reale per la seconda volta nel 1234, dignità che mantenne fino al successivo anno in concomitanza con una nuova parentesi al controllo del comitato di Bács.
Andrea II morì nel settembre 1235, un episodio questo che ebbe gravi conseguenze sia per la vita privata che per la carriera politica di Ladislao. Béla IV, subentrato al padre senza incontrare alcuna opposizione, si era a lungo opposto alle «inutili e superflue concessioni delle terre della corona» compiute dal padre e desiderava ridisegnare il precedente assetto amministrativo del regno. Dopo la sua incoronazione, rimosse e punì molti dei più stretti consiglieri del padre. Dionigi, figlio di Ampud, un nobile esperto di materie economiche e promulgatore di alcune riforme erariali, finì accecato, mentre il padre di Ladislao, Giulio I, fu imprigionato e morì in cattività nel 1237. Ladislao stesso scampò all'esecuzione o a una potenziale condanna, benché perse comunque influenza politica per anni. Tuttavia, svolse la funzione di ispán del comitato di Somogy tra il 1236 e il 1239 circa. In questa veste, gli fu affidato il compito di supervisionare le vecchie concessioni della corona effettuate nel comitato insieme a Bartolomeo, vescovo di Vesprimia.
Ladislao prese parte alla disastrosa battaglia di Mohi dell'11 aprile 1241 condotta nell'ambito della prima invasione mongola dell'Ungheria. Quando i nemici inseguirono le truppe episcopali di Bartolomeo il Grosso, il vescovo di Pécs, Ladislao e i suoi soldati riuscirono a salvare la vita del prelato. Come attesta Ruggero di Puglia, «[...] Quando alcuni tartari mandarono i propri cavalli al galoppo all'inseguimento [delle truppe di Bartolomeo], l'ispán Ladislao, il quale si stava affrettando a raggiungere con il suo seguito i vessilli al vento del re, con grande fretta li raggiunse, senza notare quanto nel frattempo si stava compiendo. Il vescovo, riconoscendo gli stemmi ungheresi, si voltò verso anch'egli verso l'ispán e i tartari, accorgendosi di quanto fossero numerosi, e prese la decisione di ritirarsi per sfuggire all'inseguimento. Così il vescovo, partendo insieme all'ispán, sfuggì alle loro grinfie». In seguito a tali eventi, Ladislao riacquistò la sua precedente influenza a corte, tanto da essere già stato nominato giudice reale da Béla IV nel 1242.
Nello stesso anno, fu promosso alla carica di palatino d'Ungheria e ricevette altresì in gestione il comitato di Somogy. Mantenne queste cariche fino al 1244 o 1245 e, secondo dei documenti reali dalla dubbia autenticità, era ancora palatino nel 1246. Più tardi agì in veste di bano di Slavonia dal 1245 al 1247 con il titolo di «banus et dux» ("bano e duca"), emulando la formula adottata da Dionigi Türje. Nel 1247, Ladislao fu nominato giudice reale per la quarta e ultima occasione.